# Бриківська сільська рада (Корецький район)
Бри́ківська сільська́ ра́да — орган місцевого самоврядування в Корецькому районі Рівненської області. Адміністративний центр — село Бриків.

## Загальні відомості
- Бриківська сільська рада утворена в 1947 році.
- Територія ради: 35,467 км²
- Населення ради: 1 726 осіб (станом на 2001 рік)

## Населені пункти
Сільській раді підпорядковані населені пункти:
- с. Бриків
- с. Богданівка
- с. Черниця

## Склад ради
Рада складається з 16 депутатів та голови.
- Голова ради: Шаправська Зоя Павлівна
- Секретар ради: Неглядюк Тетяна Леонідівна

### Керівний склад попередніх скликань
| Прізвище, ім'я, по батькові | Основні відомості                                                 | Дата обрання | Дата звільнення |
| --------------------------- | ----------------------------------------------------------------- | ------------ | --------------- |
| Шаправська Зоя Павлівна     | Сільський голова, 1959 року народження, освіта вища, позапартійна | 26.03.2006   | 31.10.2010      |
| Шаправська Зоя Павлівна     | Сільський голова, 1959 року народження, освіта вища, позапартійна | 31.10.2010   |                 |

Примітка: таблиця складена за даними сайту Верховної Ради України